# Meningoencefalite amebica primaria
La  meningoencefalite amebica primaria o anche naegleriasi  è quadro clinico di natura infettiva a eziologia parassitaria, la cui trasmissione avviene per via del Naegleria fowleri o di altre amebe, un tipo di protozoi. Il decorso e la gravità variano a seconda del parassita coinvolto.

## Tipologia
- Forme dovute al genere Naegleria: colpisce frequentemente i bambini, lo si contrae nelle piscine o nelle acque dolci. Il Naegleria fowleri, tra tutte le specie coinvolte è estremamente pericolosa e generalmente letale (97% di mortalità); si tratta della meningoencefalite amebica primaria propriamente detta.
- Forme dovute al genere Acanthamoeba e a Balamuthia mandrillaris: sono rivolte a persone immunocompromesse, di età adulta. Specificatamente, in questo caso, la malattia è definita come encefalite amebica granulomatosa.

## Sintomatologia
L'esordio dei sintomi avviene da uno a nove giorni dopo l'esposizione (con una media di cinque).
I sintomi iniziali includono cambiamenti nel gusto e nell'olfatto, cefalea, febbre, nausea, vomito e rigidità nucale. I sintomi secondari includono confusione mentale, allucinazioni, mancanza di attenzione, atassia e convulsioni.
Dopo l'inizio dei sintomi, la malattia progredisce rapidamente nella settimana successiva, con la morte che si verifica di solito da sette a quattordici giorni dopo. Nel 2013, un uomo di Taiwan è morto venticinque giorni dopo essere stato infettato da Naegleria fowleri.
Colpisce bambini sani o giovani adulti recentemente esposti ad acqua dolce. Alcune persone presentano una triade clinica con lesioni cerebrali edematose, immunodepressione e febbre.

## Patogenesi
Naegleria fowleri sopravvive in natura in raccolte di acqua dolce o piovana, calda e stagnante (tipicamente durante i mesi estivi) e penetra nel sistema nervoso centrale dopo l'inalazione di acqua infetta, tramite la lamina cribrosa dell'osso etmoide. Ciò avviene solitamente dopo il contatto di acqua contaminata da N. fowleri durante attività quali nuoto, bagni o a seguito di irrigazione nasale con soluzioni contaminate.
L'ameba segue le fibre nervose olfattive, dalla regione olfattiva migra successivamente ad altre aree del cervello, dove si nutre del tessuto nervoso, con conseguente necrosi e sanguinamento significativi. Il parassita comincia quindi a consumare le cellule del cervello mediante un amoebostomo, un apparato di aspirazione ricco di actina che si estende dalla sua superficie cellulare Tutto ciò provoca il quadro di meningoencefalite amoebica primaria (PAM o PAME).

## Eziologia
La causa è da collegarsi a diversi generi di parassiti quali il genere Naegleria e Acanthamoeba.
N. fowleri è tipicamente presente in acque dolci, come stagni, laghi, fiumi e sorgenti termali. Si trova anche nel suolo, nelle forniture idriche, nelle tubature per l'acqua, nelle discariche di acqua calda delle acque industriali e nelle piscine con poco cloro, in una fase flagellata ameboide o temporanea. Non ci sono prove della loro sopravvivenza in acqua salata.

## Epidemiologia
Sebbene l'infezione si verifichi raramente, quasi sempre conduce alla morte con un tasso di mortalità superiore al 95%. La malattia è rara ma altamente letale: ci sono stati solo 300 casi a partire dal 2008. La ricerca sulla terapia farmacologica presso l'Università Aga Khan in Pakistan ha dimostrato che i test di suscettibilità ai farmaci in vitro con alcuni farmaci approvati dalla FDA utilizzati per le malattie non infettive hanno dimostrato di colpire Naegleria fowleri con un'efficacia superiore al 95% La stessa fonte ha anche proposto un dispositivo per la somministrazione transcranica di farmaci.
Questa forma di infezione del sistema nervoso da parte di ameba è stata documentata in Australia nel 1965. Nel 1966, quattro casi sono stati segnalati negli Stati Uniti. Nel 1968 l'organismo causale, precedentemente considerato una specie di Acanthamoeba o di Hartmannella, è stato identificato come Naegleria. Nello stesso anno, a Ústí nad Labem, Cecoslovacchia, si sono verificati 16 casi in un periodo di due anni (1963-1965). Nel 1970, la specie di amoeba fu nominata N. fowleri.
I casi di infezione potrebbero aumentare a causa del cambiamento climatico e dell'aumento della temperatura delle acque dolci.

## Diagnosi
Oltre ad esaminare il liquido cefalorachidiano risulta utile la biopsia cerebrale.

### Coltura
N. fowleri può essere coltivato su piastre agar non nutritive rivestite di batteri. Escherichia coli può essere utilizzato per rivestire la piastra di agar a cui viene aggiunta una goccia di sedimento di liquor. Le piastre vengono quindi incubate a 37 °C e controllate giornalmente per la formazione di aloni, che indicano che i trofozoiti si stanno nutrendo dei batteri.

## Terapie
Il trattamento solitamente non fornisce buoni risultati, anche se alcuni studi dimostrano una sensibilità del genere Naegleria all'amfotericina B; nel caso della Acanthamoeba anche i sulfamidici hanno qualche effetto.
Dalla sua prima descrizione negli anni '60, solo pochissime persone sono sopravvissute alla MAP: tre negli Stati Uniti e uno in Messico. La prognosi rimane scarsa per coloro che contraggono la MAP e la sopravvivenza rimane inferiore all'1%. Sulla base delle prove di laboratorio e dei case report, l'amfotericina B è stata la tradizionale cura del trattamento della MAP sin dal primo sopravvissuto riportato negli Stati Uniti nel 1982. Il trattamento si avvale spesso di una politerapia antimicrobica in aggiunta all'amfotericina, come il fluconazolo, il miconazolo, la rifampicina e l'azitromicina. Essi hanno mostrato un successo limitato solo quando somministrati precocemente nel corso di un'infezione. Il fluconazolo è usato poiché ha dimostrato effetti sinergici contro il parassita se utilizzato in combinazione l'amfotericina in vitro.
Combinando i trattamenti con l'ipotermia terapeutica e il coma farmacologico per bloccare la progressione nel cervello, un team è riuscito a guarire una giovanissima paziente nel 2013.

## Prognosi
Solitamente è fatale nel caso del genere Naegleria, mentre negli altri casi la guarigione può avvenire spontaneamente (con l'eccezione di Balamuthia, spesso letale in individui immunodepressi).

## Serie TV
La meningoencefalite amebica primaria è diagnosticata al dottor Foreman nelle puntate Euforia parte 1 e Euforia parte 2 nella serie televisiva Dr. House - Medical Division. Mentre il primo paziente muore, il team del protagonista Gregory House riesce a scoprire l'ameba nell'acqua contaminata e nel cervello di Foreman, e salva il collega in extremis col trattamento a base di amfotericina.
Nell'episodio "39 differenze" della serie televisiva The Good Doctor, Shaun, Asher e Perez trattano Ricky, un bambino con un'infezione da "naegleria fowleri".
Nell'episodio 14 della prima stagione della serie televisiva italiana "DOC - Nelle tue mani", un paziente con un'infezione da "naegleria fowleri" viene salvato usando la stessa terapia usata per guarire la paziente del 2013 negli USA, ipotermia indotta  e coma farmacologico.